# روان ويليامز

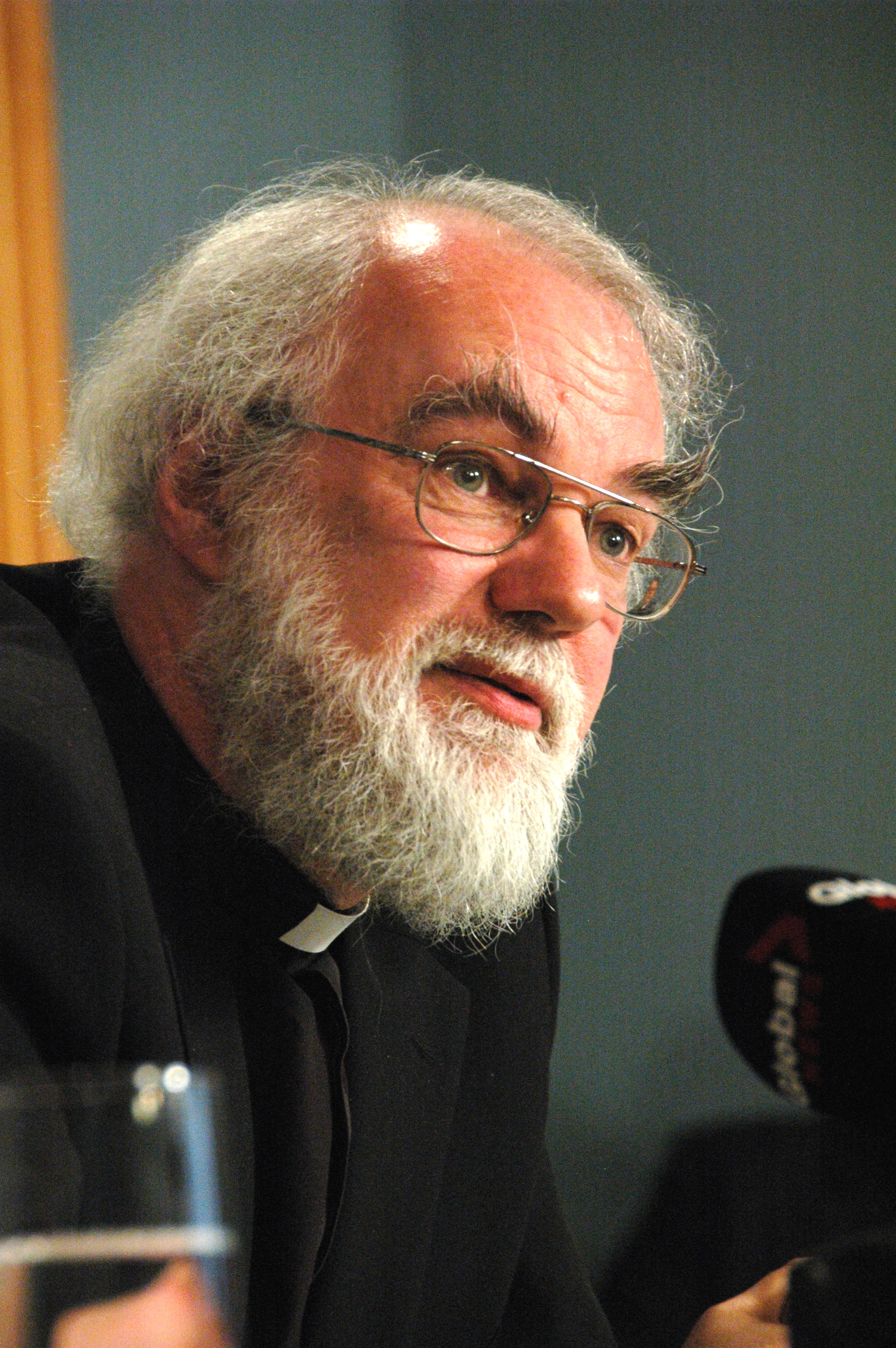
روان ويليامز

روان ويليامز

روان ويليامز (Rowan Williams) كبير أساقفة كانتربري وزعيم الكنيسة الأنجليكانية الكنيسة الرسمية لإنجلترا.
وُلد روان دوجلاس ويليامز في سوانزي، ويلز في 14 حزيران  1950 لاسرة ناطقه بالويلزية. تلقى تعليمه في مدرسة داينيفور الثانوية (Dynevor Grammar School)؛ كلية المسيح (Christ's College)، كمبريدج، حيث درس اللاهوت ؛ وكلية وادم (Wadham College)، اكسفورد.
تزوج من جاين بول، محاضرة في اللاهوت، منذ سنة 1981 وهي ممن التقاهم بينما كان يعيش ويعمل في كامبردج. لديهما ابن وابنة.
سنة 1983 تم تعيين روان ويليامز استاذاً في اللاهوت في جامعة كامبردج.

## جدل تطبيق الشريعة الإسلامية
أثار روان جدلاً كبيراً في بريطانيا حينما لم يستبعد إمكانية إدخال بعض الأجزاء من الشريعة الإسلامية لخدمة المسلمين في بريطانيا.
من أهم الردود كان رد رئيس الوزراء البريطاني جوردون براون الذي أصدر مكتبه بياناً بأن «الأحكام البريطانية يجب أن تكون ذات مرجعية بريطانية الثقافة».
و تواصل الجدل عندما صرح اللورد كينيث فليبس أكبر قاض في بريطانيا أنه لا يمانع أي أحكام إسلامية ما لم تحتو على عقوبات جسدية مثل الرجم والجلد.

## روابط خارجية
- روان ويليامز على موقع الموسوعة البريطانية (الإنجليزية)
- روان ويليامز على موقع مونزينجر (الألمانية)
- روان ويليامز على موقع ميوزك برينز (الإنجليزية)
- روان ويليامز على موقع إن إن دي بي (الإنجليزية)
- روان ويليامز على موقع ديسكوغز (الإنجليزية)